# Scapegoat: The Jews, Israel, and Women's Liberation
Scapegoat: The Jews, Israel, and Women's Liberation (en español, 'Chivo expiatorio: los judíos, Israel y la liberación de la mujer') es un libro publicado en el 2000 por la escritora y activista feminista radical judía estadounidense Andrea Dworkin.

## Resumen
Dworkin comienza con un análisis del antisemitismo y la misoginia en la historia mundial, haciendo una comparación entre la persecución hacia el pueblo judío y la opresión de la mujer. Analiza la política sexual de la identidad judía y el antisemitismo, y llama al establecimiento de una patria de mujeres como respuesta a la opresión de las mujeres, al igual que el movimiento sionista había establecido un estado para los judíos.